# Perotis hordeiformis
Perotis hordeiformis là một loài thực vật có hoa trong họ Hòa thảo. Loài này được Nees ex Hook. & Arn. mô tả khoa học đầu tiên năm 1838.